# Santa Pfote 2 – Die Weihnachts-Welpen
Santa Pfote 2 – Die Weihnachts-Welpen (Originaltitel: Santa Paws 2: The Santa Pups) ist ein US-amerikanischer Familienfilm von Robert Vince aus dem Jahr 2012. Er ist die Fortsetzung von Santa Pfotes großes Weihnachtsabenteuer und der fünfte Teil der Spin-off-Serie Air Buddies von Walt Disney, die wiederum auf der Air-Bud-Filmreihe beruht.

## Handlung
Santa Pfote wird Vater von vier schneeweißen und sprechenden Retriever Welpen: Jingle, Charity, Hope und Noble. Sie wachsen heran und machen allerlei Unfug. Santa Pfote besteht darauf, dass die Vier in die Schule gehen. Dort erfahren sie vom magischen Kristall, den man sich verdienen muss und erst bekommt, wenn man die wahre Bedeutung von Weihnachten erkannt hat. Die magische Energie erhalten die Kristalle dabei vom magischen Eiszapfen, der wiederum vom Weihnachtsgeist gespeist wird. Da dieser Geist schwächer zu werden droht, will Mrs. Claus zu den Menschen reisen. Heimlich verstecken sich die Weihnachtswelpen mit auf dem Schlitten, weil sie unbedingt mithelfen wollen Weihnachtswünsche zu erfüllen, was den Glauben der Menschen an Weihnachten stärken soll. Der Weg führt Mrs. Claus nach Pineville zur Familie Reynolds. Hier ist im letzten Jahr die Mutter gestorben und Thomas Reynolds muss seine Kinder Carter und Sarah nun allein großziehen. Deshalb lässt sich Mrs. Claus als Nanny für die Kinder einstellen. Die Hunde ziehen derweil durch die Stadt und versuchen mithilfe eines magischen Kristalls, den sie einfach mitgenommen haben, den Kindern ihr Wünsch zu erfüllen. Dabei geraten sie auch an Carter Reynolds, dem nach dem Tod seiner Mutter der Glaube an alles verlorengegangen ist. Da dieser sich nun wünscht, dass dieser ganze „Weihnachtszauber“ verschwinden möge, sind die Welpen ratlos. Sie würden diesen Wunsch gerne rückgängig machen, wissen aber nicht wie. Zudem werden sie von einem Tierfänger erwischt, der sie in einen Käfig steckt und Noble den Kristall wegnimmt.
Durch Carters Wunsch ist die Weihnachtsstimmung aus der ganzen Stadt entwichen und die Menschen sind sehr unfreundlich geworden. Diese negative Stimmung kommt sehr schnell bei Santa Claus an und er schickt zwei Elfen nach Pineville, um seiner Frau zu helfen und auch die Welpen zu finden. Die sind inzwischen dem Tierfänger entwischt und haben den Kristall zurückgeholt. So können sie Carter dazu bringen, seinen Wunsch zurückzunehmen und sich dafür „fröhlichen Weihnachten“ für alle zu wünschen. Nun kehrt der Geist der Weihnacht nicht nur für die Reynolds, sondern in die ganze Stadt zurück und die Mission von Mrs. Claus ist erfüllt. Zusammen mit den Elfen und den Welpen, die bei ihrer Wunscherfüllungsaktion viel gelernt haben, kehren alle wieder zurück zum Nordpol.

## Hintergrund
Die Dreharbeiten der Walt-Disney-Produktion erfolgten in Fernie und Langley in British Columbia (Kanada).

## Kritik
Kino.de meinte: „Niedliche Hunde, die sprechen und singen wie ihre menschlichen Darstellerkollegen, viel Humor, milde Spannung, Moral und ein wenig Fantasy bilden die Ingredienzien des fröhlich bunten bis besinnlichen Spaßes aus dem Hause Disney.“

## Synchronisation
| Rolle               | Deutsche Stimme    | Original-Darsteller/Sprecher |
| ------------------- | ------------------ | ---------------------------- |
| Mrs. Claus          | Dagmar Dempe       | Cheryl Ladd                  |
| Thomas Reynolds     | Torben Liebrecht   | George Newbern               |
| Santa Claus         | Manfred Erdmann    | Pat Finn                     |
| Eli                 | Robert Missler     | Danny Woodburn               |
| Bürgermeister Denny | Matthias Klie      | Obba Babatundé               |
| Jeb Gibson          | Thomas Wenke       | Paul Rae                     |
| Mr. Miller          | Thomas Darchinger  | Ted Rooney                   |
| Sheriff Andy        | Christoph Jablonka | Brian T. Finney              |
| Comet               | Gerhard Jilka      | Diedrich Bader               |
| Eddy                | Claus-Peter Damitz | Richard Kind                 |
| Baxter              | Kai Taschner       | Trevor Wright                |
| Jingle              | Paulina Rümmelein  | Marlowe Peyton               |
| Charity             | Janne Wetzel       | Genevieve Hannelius          |
| Noble               |                    | Aidan Gemme                  |
| Hope                |                    | Tatiana Gudegast             |
| Dancer              |                    | Chris Coppola                |
| Santa Pfote         |                    | Tom Everett Scott            |
| Mrs. Pfote          |                    | Bonnie Somerville            |
| Brutus              |                    | Josh Flitter                 |